# Lasioptera berlesiana
Lasioptera berlesiana är en tvåvingeart som beskrevs av Pasquino Paoli 1907. Lasioptera berlesiana ingår i släktet Lasioptera och familjen gallmyggor. Inga underarter finns listade i Catalogue of Life.